# Campeonato Mundial de Baloncesto Sub-17 de 2012
El Campeonato Mundial de Baloncesto Sub-17 de 2012 fue la segunda edición de este campeonato juvenil de baloncesto. Se celebró del 29 de junio al 8 de julio de 2012 en Kaunas, Lituania. Estados Unidos fue el campeón del torneo y su jugador Jahlil Okafor fue elegido MVP del campeonato.

## Primera ronda

### Grupo A
|   | Equipo          | Pts | PG | PP | PF  | PC  | Dif |
| - | --------------- | --- | -- | -- | --- | --- | --- |
| 1 | Estados Unidos  | 10  | 5  | 0  | 497 | 294 | 203 |
| 2 | Australia       | 9   | 4  | 1  | 374 | 317 | 57  |
| 3 | China           | 8   | 3  | 2  | 312 | 397 | −85 |
| 4 | República Checa | 7   | 2  | 3  | 331 | 363 | −32 |
| 5 | Francia         | 6   | 1  | 4  | 287 | 333 | −46 |
| 6 | Egipto          | 5   | 0  | 5  | 338 | 435 | −97 |

| 29 de junio, 08:45 | Egipto | 68 - 80 | China |  |
|                    |        |         |       |  |

| 29 de junio, 13:15 | República Checa | 70 - 64 | Francia |  |
|                    |                 |         |         |  |

| 29 de junio, 20:00 | Australia | 67 - 89 | Estados Unidos |  |
|                    |           |         |                |  |

| 30 de junio, 09:00 | China | 55 - 92 | Australia |  |
|                    |       |         |           |  |

| 30 de junio, 11:15 | Francia | 78 - 54 | Egipto |  |
|                    |         |         |        |  |

| 30 de junio, 13:30 | Estados Unidos | 95 - 57 | República Checa |  |
|                    |                |         |                 |  |

| 1 de julio, 09:00 | Francia | 53 - 59 | China |  |
|                   |         |         |       |  |

| 1 de julio, 11:15 | República Checa | 58 - 63 | Australia |  |
|                   |                 |         |           |  |

| 1 de julio, 13:30 | Egipto | 73 - 111 | Estados Unidos |  |
|                   |        |          |                |  |

| 3 de julio, 11:15 | China | 71 - 68 | República Checa |  |
|                   |       |         |                 |  |

| 3 de julio, 15:45 | Australia | 88 - 73 | Egipto |  |
|                   |           |         |        |  |

| 3 de julio, 20:25 | Estados Unidos | 86 - 50 | Francia |  |
|                   |                |         |         |  |

| 4 de julio, 13:30 | Egipto | 70 - 78 | República Checa |  |
|                   |        |         |                 |  |

| 4 de julio, 15:45 | Francia | 42 - 64 | Australia |  |
|                   |         |         |           |  |

| 4 de julio, 20:25 | Estados Unidos | 116 - 47 | China |  |
|                   |                |          |       |  |

### Grupo B
|   | Equipo        | Pts | PG | PP | PF  | PC  | Dif  |
| - | ------------- | --- | -- | -- | --- | --- | ---- |
| 1 | Croacia       | 10  | 5  | 0  | 423 | 335 | 88   |
| 2 | Argentina     | 8   | 3  | 2  | 410 | 357 | 53   |
| 3 | España        | 8   | 3  | 2  | 380 | 348 | 32   |
| 4 | Canadá        | 8   | 3  | 2  | 346 | 349 | −3   |
| 5 | Lituania      | 6   | 1  | 4  | 425 | 442 | −17  |
| 6 | Corea del Sur | 5   | 0  | 5  | 358 | 511 | −153 |

| 29 de junio, 11:00 | Corea del Sur | 62 - 80 | España |  |
|                    |               |         |        |  |

| 29 de junio, 18:35 | Canadá | 69 - 63 | Lituania |  |
|                    |        |         |          |  |

| 29 de junio, 20:40 | Argentina | 68 - 78 | Croacia |  |
|                    |           |         |         |  |

| 30 de junio, 15:45 | Croacia | 66 - 53 | Canadá |  |
|                    |         |         |        |  |

| 30 de junio, 18:10 | Lituania | 119 - 108 | Corea del Sur |  |
|                    |          |           |               |  |

| 30 de junio, 20:25 | España | 58 - 68 | Argentina |  |
|                    |        |         |           |  |

| 1 de julio, 15:45 | Corea del Sur | 68 - 124 | Croacia |  |
|                   |               |          |         |  |

| 1 de julio, 18:10 | Lituania | 83 - 91 | España |  |
|                   |          |         |        |  |

| 1 de julio, 20:25 | Canadá | 80 - 76 | Argentina |  |
|                   |        |         |           |  |

| 3 de julio, 09:00 | España | 83 - 62 | Canadá |  |
|                   |        |         |        |  |

| 3 de julio, 13:30 | Argentina | 106 - 59 | Corea del Sur |  |
|                   |           |          |               |  |

| 3 de julio, 18:10 | Croacia | 82 - 78 | Lituania |  |
|                   |         |         |          |  |

| 4 de julio, 09:00 | Corea del Sur | 61 - 82 | Canadá |  |
|                   |               |         |        |  |

| 4 de julio, 11:15 | Croacia | 73 - 68 | España |  |
|                   |         |         |        |  |

| 4 de julio, 18:10 | Lituania | 82 - 92 | Argentina |  |
|                   |          |         |           |  |

## Definiciones del 9º al 12º lugar
|  | Eliminatoria del 9º al 12º | Eliminatoria del 9º al 12º |    |               | Partido por el noveno lugar | Partido por el noveno lugar |  |
|  |                            |                            |    |               |                             |                             |  |
|  |                            |                            |    |               |                             |                             |  |
|  | 6 de julio                 |                            |    |               |                             |                             |  |
|  | Francia                    | 110                        |    |               |                             |                             |  |
|  | Corea del Sur              | 50                         |    |               |                             |                             |  |
|  |                            |                            |    |               |                             |                             |  |
|  |                            |                            |    |               | 7 de julio                  |                             |  |
|  |                            |                            |    |               | Francia                     | 64                          |  |
|  |                            | Lituania                   | 75 |               |                             |                             |  |
|  |                            |                            |    |               |                             |                             |  |
|  |                            |                            |    |               |                             |                             |  |
|  |                            |                            |    |               | Tercer lugar                |                             |  |
|  | 6 de julio                 | 6 de julio                 |    | 7 de julio    | 7 de julio                  |                             |  |
|  | Egipto                     | 72                         |    | Corea del Sur | 89                          |                             |  |
|  | Lituania                   | 73                         |    |               | Egipto                      | 83                          |  |

### Eliminatoria del 9º al 12º
| 6 de julio, 09:00 | Francia | 110 - 50 | Corea del Sur |  |
|                   |         |          |               |  |

| 6 de julio, 11:15 | Lituania | 73 - 72 | Egipto |  |
|                   |          |         |        |  |

### Partido por el noveno lugar
| 7 de julio, 09:00 | Francia | 64 - 75 | Lituania |  |
|                   |         |         |          |  |

### Partido por el undécimo lugar
| 7 de julio, 09:00 | Corea del Sur | 89 - 83 | Egipto |  |
|                   |               |         |        |  |

## Fase final
|  | Cuartos de final | Cuartos de final |                |         | Semifinales  | Semifinales  |  |  | Final      | Final |
|  |                  |                  |                |         |              |              |  |  |            |       |
|  | 6 de julio       |                  |                |         |              |              |  |  |            |       |
|  |                  |                  |                |         |              |              |  |  |            |       |
|  | España           | 64               |                |         |              |              |  |  |            |       |
|  | España           | 64               | 7 de julio     |         |              |              |  |  |            |       |
|  | China            | 57               |                |         |              |              |  |  |            |       |
|  | China            | 57               | España         | 66      |              |              |  |  |            |       |
|  | 6 de julio       |                  | España         | 66      |              |              |  |  |            |       |
|  |                  | Estados Unidos   | 95             |         |              |              |  |  |            |       |
|  | Estados Unidos   | Estados Unidos   | 95             | 113     |              |              |  |  |            |       |
|  | Estados Unidos   |                  | 8 de julio     | 113     |              |              |  |  |            |       |
|  | Canadá           | 59               |                |         |              |              |  |  |            |       |
|  | Canadá           | 59               | Estados Unidos | 95      |              |              |  |  |            |       |
|  | 6 de julio       |                  | Estados Unidos | 95      |              |              |  |  |            |       |
|  |                  | Australia        | 62             |         |              |              |  |  |            |       |
|  | Australia        | Australia        | 62             | 78      |              |              |  |  |            |       |
|  | Australia        | 7 de julio       |                | 78      |              |              |  |  |            |       |
|  | Argentina        | 59               |                |         |              |              |  |  |            |       |
|  | Argentina        | 59               | Australia      | 83      | Tercer lugar | Tercer lugar |  |  |            |       |
|  | 6 de julio       |                  | Australia      | 83      |              |              |  |  |            |       |
|  |                  | Croacia          | 71             |         |              |              |  |  |            |       |
|  | Croacia          | Croacia          | 71             | 94      | España       | 61           |  |  |            |       |
|  | Croacia          |                  |                | 94      | España       | 61           |  |  |            |       |
|  | República Checa  | 71               |                | Croacia | 93           |              |  |  |            |       |
|  | República Checa  | 71               |                |         | 93           |              |  |  |            |       |
|  |                  |                  |                |         |              |              |  |  | 8 de julio |       |
|  |                  |                  |                |         |              |              |  |  |            |       |

|  | Eliminatoria del 5º al 8º | Eliminatoria del 5º al 8º |    |            | Partido por el 5º lugar | Partido por el 5º lugar |  |
|  |                           |                           |    |            |                         |                         |  |
|  | 7 de julio                |                           |    |            |                         |                         |  |
|  | Canadá                    | 68                        |    |            |                         |                         |  |
|  | China                     | 64                        |    |            |                         |                         |  |
|  |                           |                           |    |            |                         |                         |  |
|  |                           |                           |    |            | 8 de julio              |                         |  |
|  |                           |                           |    |            | Canadá                  | 84                      |  |
|  |                           | Argentina                 | 79 |            |                         |                         |  |
|  |                           |                           |    |            |                         |                         |  |
|  |                           |                           |    |            |                         |                         |  |
|  |                           |                           |    |            | Partido por el 7º lugar |                         |  |
|  | 7 de julio                | 7 de julio                |    | 8 de julio | 8 de julio              |                         |  |
|  | Argentina                 | 78                        |    | China      | 77                      |                         |  |
|  | República Checa           | 70                        |    |            | República Checa         | 70                      |  |

### Cuartos de final
| 6 de julio, 00:00 | España | 64 - 57 | China |  |
|                   |        |         |       |  |

| 6 de julio, 00:00 | Estados Unidos | 113 - 59 | Canadá |  |
|                   |                |          |        |  |

| 6 de julio, 00:00 | Australia | 78 - 59 | Argentina |  |
|                   |           |         |           |  |

| 6 de julio, 00:00 | Croacia | 94 - 71 | República Checa |  |
|                   |         |         |                 |  |

### Definiciones del 5º al 8º lugar
| 7 de julio, 13:30 | China | 64 - 68 | Canadá |  |
|                   |       |         |        |  |

| 7 de julio, 15:45 | Argentina | 78 - 70 | República Checa |  |
|                   |           |         |                 |  |

### Partido por el séptimo lugar
| 8 de julio, 13:30 | República Checa | 70 - 77 | China |  |
|                   |                 |         |       |  |

### Partido por el quinto lugar
| 8 de julio, 15:45 | Argentina | 79 - 84 | Canadá |  |
|                   |           |         |        |  |

### Semifinales
| 7 de julio, 00:00 | España | 66 - 95 | Estados Unidos |  |
|                   |        |         |                |  |

| 7 de julio, 00:00 | Australia | 83 - 71 | Croacia |  |
|                   |           |         |         |  |

### Partido por el tercer lugar
| 8 de julio, 18:00 | España | 61 - 93 | Croacia |  |
|                   |        |         |         |  |

### Final
| 8 de julio, 00:00 | Estados Unidos | 95 - 62 | Australia |  |
|                   |                |         |           |  |

## Estadísticas

### Posiciones globales
|                   | Equipo          | Pts | PG | PP | PF  | PC  | Dif  | Pct   |
| ----------------- | --------------- | --- | -- | -- | --- | --- | ---- | ----- |
| Medalla de oro    | Estados Unidos  | 16  | 8  | 0  | 800 | 481 | 319  | 1.000 |
| Medalla de plata  | Australia       | 14  | 6  | 2  | 597 | 542 | 55   | 0.750 |
| Medalla de bronce | Croacia         | 13  | 6  | 1  | 494 | 418 | 76   | 0.857 |
| 4                 | España          | 11  | 4  | 3  | 510 | 500 | 10   | 0.571 |
| 5                 | Canadá          | 8   | 3  | 2  | 405 | 462 | −57  | 0.600 |
| 6                 | Argentina       | 9   | 3  | 3  | 469 | 435 | 34   | 0.500 |
| 7                 | China           | 9   | 3  | 3  | 369 | 461 | −92  | 0.500 |
| 8                 | República Checa | 8   | 2  | 4  | 402 | 457 | −55  | 0.333 |
| 9                 | Lituania        | 6   | 1  | 4  | 425 | 442 | −17  | 0.200 |
| 10                | Francia         | 6   | 1  | 4  | 287 | 333 | −46  | 0.200 |
| 11                | Corea del Sur   | 5   | 0  | 5  | 358 | 511 | −153 | 0.000 |
| 12                | Egipto          | 5   | 0  | 5  | 338 | 435 | −97  | 0.000 |

### Líderes individuales

#### Anotación
|   | Jugador        | Partidos | Puntos | Promedio |
| - | -------------- | -------- | ------ | -------- |
| 1 | Gabriel Deck   | 8        | 172    | 21,5     |
| 2 | Mario Hezonja  | 8        | 166    | 20,8     |
| 3 | Heo Hoon       | 7        | 124    | 17,7     |
| 4 | Dante Exum     | 8        | 124    | 17,3     |
| 5 | Edvinas Seskus | 7        | 110    | 15,7     |

#### Rebotes
|   | Jugador         | Partidos | Defensivos | Ofensivos | Total | Promedio |
| - | --------------- | -------- | ---------- | --------- | ----- | -------- |
| 1 | Zhou Qi         | 8        | 60         | 21        | 81    | 10,1     |
| 2 | Karlo Zganec    | 8        | 42         | 30        | 72    | 9,0      |
| 3 | Edvinas Seskus  | 7        | 46         | 17        | 63    | 9,0      |
| 4 | Justise Winslow | 8        | 39         | 31        | 70    | 8,8      |
| 5 | Martin Peterka  | 8        | 46         | 23        | 69    | 8,6      |

#### Asistencias
|   | Jugador         | Partidos | Asistencias | Promedio |
| - | --------------- | -------- | ----------- | -------- |
| 1 | Radovan Kouřil  | 8        | 77          | 9,6      |
| 2 | Mirko Djericd   | 8        | 45          | 5,6      |
| 3 | Tyus Jones      | 8        | 43          | 5,4      |
| 4 | Álvaro Merlo    | 8        | 41          | 5,1      |
| 5 | Paolo Marinelli | 8        | 35          | 4,4      |

## Quinteto Ideal
| Posición  | Jugador             | País           | Altura        | Peso            |
| --------- | ------------------- | -------------- | ------------- | --------------- |
| Base      | Dante Exum          | Australia      | 1,93 m (6-4)  | 85 kg (187 lb)  |
| Escolta   | Mario Hezonja       | Croacia        | 2,00 m (6-7)  | 99 kg (218 lb)  |
| Alero     | Justise Winslow     | Estados Unidos | 1,98 m (6-6)  | 102 kg (224 lb) |
| Ala-Pívot | Gabriel Deck        | Argentina      | 1,99 m (6-6)  | 102 kg (224 lb) |
| Pívot     | Jahlil Okafor (MVP) | Estados Unidos | 2,10 m (6-11) | 122 kg (268 lb) |